# Lei (non è per me)/Ma questa sera
Lei (non è per me)/Ma questa sera è il primo singolo di Lucio Dalla pubblicato in Italia nel 1964.

## Tracce
1. Lei (non è per me) – 2:52 (testo: Sergio Bardotti e Gino Paoli)
2. Ma questa sera (cover di Hey, Little Girl) – 2:27 (testo: Sergio Bardotti – musica: Curtis Mayfield)

## Descrizione
È il primo disco da solista di Dalla dopo le incisioni che aveva fatto con la Seconda Roman New Orleans Jazz Band e i Flippers. Venne pubblicato anche in versione juke-box ma non ebbe alcun successo commerciale. La copertina è una foto in primo piano di Dalla con uno sfondo viola ai due lati e il simbolo della ARC in basso a sinistra.

### Lei (non è per me)
Il primo brano è la cover di una canzone tradizionale statunitense, Careless Love, portata al successo da Bessie Smith e in seguito reinterpretata da molti artisti tra cui Ray Charles; il testo in italiano è di Sergio Bardotti e Gino Paoli, mentre Lucio Dalla cura l'arrangiamento con Gian Piero Reverberi.
Il coro presente nel brano è quello della Cappella Sistina, diretto da padre A. Sartori.
Dalla presentò la canzone al Cantagiro 1964, ma l'esito fu deludente, e sia durante le serate itineranti che (specialmente) durante gli spostamenti della carovana venne fatto segno di lanci di ortaggi e derrate alimentari: «Fu un fiasco di rimarchevoli proporzioni, ogni sera infatti raccattammo una buona dose di fischi e di pomodori, uno spettacolo nello spettacolo, che durò quanto la manifestazione. Lucio, in ogni modo, si mostrò veramente un duro, e non si lasciò abbattere».
La canzone è stata inserita nel 1966 nell'album di debutto di Dalla, 1999, e nel 2006 nella raccolta 12000 lune, con un arrangiamento e un testo leggermente differenti.

### Ma questa sera
Anche il secondo brano è una cover, di Hey, Little Girl di Curtis Mayfield, lanciata da Major Lance. Il testo italiano è di Sergio Bardotti e l'arrangiamento è di Gian Piero Reverberi. La canzone non è mai stata ristampata in cd.